# Fluoridering
Fluoridering is het toevoegen van kleine hoeveelheden fluoride aan drinkwater of voedingsmiddelen (zoals keukenzout of koemelk). Fluoriden kunnen een chemische reactie aangaan met het tandglazuur en zorgen dan voor een harder en meer zuurbestendig glazuur. Volgens de Wereldgezondheidsorganisatie verminderen fluoriden de kans op cariës en is er substantieel gezondheidsvoordeel te behalen met fluoridering. In Nederland is er fluoride aanwezig in drinkwater in natuurlijke hoeveelheden, het wordt niet toegevoegd; in België is het drinkwater niet gefluorideerd. In de Verenigde Staten en Australië gebeurt dit wel.

## Geschiedenis
In 1874 adviseerde Carl Wilhelm Eugen Erhardt om tabletten met kaliumfluoride te nemen ter bescherming van tanden. In 1892 merkte de Britse arts James Crichton-Browne op dat de tanden van mensen die geen fluoride namen "bijzonder vatbaar zijn voor bederf" en stelde voor om fluoride toe te voegen aan het dieet. In 1945 werd in Grand Rapids, Michigan, Verenigde Staten het eerste experiment uitgevoerd waarbij fluoride toe werd gevoegd aan het drinkwater. Vijf jaar later werden de resultaten bekendgemaakt, waarbij duidelijk werd dat er een significante daling van tandbederf bleek te zijn. Hierna werden in meerdere landen programma's opgestart om fluoride toe te voegen aan het drinkwater. Bijvoorbeeld in Nieuw-Zeeland in 1953 en Ierland in 1964.
In 1953 werd ook in Nederland voor het eerst fluoride toegevoegd aan het drinkwater. Na een reeks discussies werd in 1976 besloten om daar mee te stoppen.

## Nederland
In de jaren 1950 was tandbederf een groot probleem in Nederland. Miljoenen mensen poetsten niet of nauwelijks hun tanden, kregen tandrot, kiespijn en lieten vaak al hun tanden en kiezen trekken om een geheel kunstgebit te nemen. Tandartsen zagen dit met lede ogen aan en wilden de volksgezondheid verbeteren, ook voor mensen die te lui waren om hun tanden te poetsen of geen geld hadden voor tandpasta (waar toen nog geen fluor aan werd toegevoegd). In 1953 deden de gemeenten Tiel en Culemborg vrijwillig mee aan een wetenschappelijk onderzoek om fluor aan drinkwater toe te voegen, omdat alle inwoners daarvan dronken, ook mensen die nooit hun tanden poetsten. In Tiel werd het drinkwater in het grootste geheim gefluorideerd en in Culemborg niet; al na enkele jaren was het tandbederf onder kinderen uit Tiel meer dan gehalveerd, terwijl het in Culemborg steeds slechter werd. Het positieve effect voor een gezond gebit was zo duidelijk dat Culemborg zo snel mogelijk na het onderzoek ook fluoridering wilde invoeren. Rond 1960 overwogen verschillende andere Nederlandse overheden (gemeenten en provincies) ook fluoride aan het drinkwater toe te voegen om de volksgezondheid te bevorderen.
Rond 1970 ontstonden er groeperingen die het nut van deze fluoridering in twijfel trokken en stelden dat er vele schadelijke gevolgen waren, zoals toename van het aantal botbreuken, wat in het onderzoek buiten beschouwing was gelaten. Langzamerhand gaven steeds meer gemeenten gehoor aan de oproep van de overheid tot fluoridering van het drinkwater. Het was pas tegen die tijd dat er echte 'antifluorcomités' werden opgezet. Na lange tijd van argumenten, discussie, voorlichtingsdagen en andere methoden in de strijd tussen tegenstanders en voorstanders van fluoridering, werd in 1976 besloten geen fluoride meer toe te voegen aan het drinkwater.
Dit gebeurde pas na bespreking in de Tweede Kamer van een wetsvoorstel van minister Irene Vorrink dat beoogde de fluoridering een wettelijke basis te geven. Toen de minister in het debat met het argument kwam dat werd gewerkt aan een filter dat op de waterkraan kon worden aangebracht om fluor weer uit het water te filteren, werd het debat op verzoek van het Kamerlid Roethof geschorst. Vervolgens werd het debat op verzoek van de minister en staatssecretaris Hendriks voor onbepaalde tijd uitgesteld. Een maand later trok de minister haar wetsvoorstel in. Dit had als consequentie dat de waterleidingbedrijven die al fluor aan het drinkwater toevoegden daar mee moesten stoppen.

## België
In 1995 stelde de Belgische overheid een onderzoek in naar fluoridering. De Hoge Gezondheidsraad (HGR) en de Nationale Raad voor Voeding (NRV) liggen aan de basis van dit onderzoek.
In dit onderzoek kwam men op volgende bevindingen uit:
- fluor is geen essentieel sporenelement;
- fluor heeft een beperkte veiligheidsmarge.

Hieruit werd besloten dat:
- fluor niet zomaar mag worden toegevoegd als voedingssupplement;
- voedingsproducten die toch fluor bevatten, dit op een duidelijke manier moeten kenbaar maken op het verkochte product.

Inzake controle fluorhoudende producten zoals voedingsmiddelen, water en tandpasta wordt een richtlijn aangehouden:
- een blijvende controle op een maximale hoeveelheid van 0,25 mg die toegediend mag worden aan kinderen tussen 0 en 2 jaar;
- onder hetzelfde voorbehoud de dosis in tandpasta voor kinderen tussen 2 en 12 jaar niet hoger mag zijn dan 0,50 mg per dag;
- geen supplementaire toediening van fluor voor zwangere vrouwen.

Er wordt eveneens gevraagd om discussie of speculatie tegen te gaan, deze maatregelen niet enkel aan tandartsen en geneesheren, maar aan maatschappelijk werkers en de algemene bevolking dienen meegedeeld te worden.

## Andere landen
Grondwater in delen van India en Zuid-Afrika bevat van nature veel fluoride, zodat fluorose daar een probleem is. Deze landen fluorideren dan ook niet. Vooral in Engelssprekende landen wordt veel gefluorideerd. Australië en Ierland fluorideren vrijwel al hun drinkwater. In de Verenigde Staten drinkt twee derde van de inwoners gefluorideerd water, en in Canada twee op vijf. Van de niet-Engelssprekende landen fluorideert Chili zeventig procent van het drinkwater, en Spanje tien procent. In andere landen wordt vrijwel niet gefluorideerd.

## Incidenten in de Verenigde Staten
Incidenten met fluoridering zijn zeldzaam. In de Verenigde Staten zijn in dertig jaar, van 1979 tot 2008, drie dodelijke incidenten bekend waarbij technische problemen bij de dosering zorgden voor een overdosis fluoride in het drinkwater wat leidt tot een acute vergiftiging.

### Annapolis
In 1979 bleef bij het fluorideren van drinkwater in Annapolis, de hoofdstad van de Amerikaanse staat Maryland, door een menselijke fout een doseerklep elf uur openstaan. Daardoor kregen circa 50.000 mensen in die uren drinkwater geleverd met een tienvoudige fluorideconcentratie en een veranderde zuurgraad. Bij gezonde mensen geeft dit geen gezondheidsklachten, maar voor de nierpatiënten die op die dag in het plaatselijke dialysecentrum gespoeld werden lag dat anders. Voor het spoelen van hun bloed wordt voortdurend vers water gebruikt, zodat zij grote hoeveelheden binnen kregen. Ten minste één patiënt is daardoor overleden en zeven anderen werden ziek.

### Hooper Bay
In Hooper Bay, een dorp in Alaska zonder waterleiding, werd fluoride toegevoegd aan het water van de dorpspomp. Toen in mei 1992 de pomp door een technisch probleem nauwelijks water leverde bleef de fluoridedosering doorgaan, en van de 1000 dorpelingen werden er zo'n 260 ziek; een man overleed. Dominique Smith moest onmiddellijk overgeven nadat hij 's ochtends van het giftige water had gedronken. Om niet uit te drogen bleef hij toch grote hoeveelheden water drinken, elk kwartier een glas ter grootte van een pijpje bier (0,3 liter). Dit hield hij de hele ochtend vol, waarna hij ziek naar bed ging. 's Avonds haalde een van zijn kinderen nieuw water bij de pomp. Na vier glazen kon hij niet meer lopen en klaagde over slappe spieren en pijnlijke voeten. De volgende ochtend was hij overleden.

### Chicago
In Chicago werden dialysepatiënten het slachtoffer. Bij dit incident uit 1993 ging het om hoogbejaarden die tevens ernstige hartproblemen hadden. Drie van hen overleden toen in de University of Chicago Hospitals te veel fluoride in hun bloedspoeling terechtkwam, ondanks het gebruik van geavanceerde filtertechnieken.